# 小紅莓樂隊
小紅莓樂隊（英語：The Cranberries，又译為卡百利乐队）是來自爱尔兰的另类摇滚樂團，1990年代成立于爱尔兰利默里克（Limerick）。尽管并未正式宣告解散，但在2005年已趋于沉寂，而主唱多洛絲·奧瑞沃丹（Dolores O'Riordan）則於2007年推出了個人唱片《Are You Listening?》。
公關人員於2018年1月15日在樂團官方臉書發布聲明，表示主唱桃樂絲在倫敦突然過世，因其逝世導致小紅莓樂隊在2019年4月發行最後一張專輯《最終章》並解散。

## 乐队成员
- 多丽丝·玛丽·奥里奥丹·伯顿（Dolores Mary Eileen O'Riordan Burton，原名多丽丝·玛丽·艾琳·奥里奥丹（Dolores Mary Eileen O'Riordan），在嫁给巡回演唱经纪人Don Burton后更名），1971年9月6日 - 2018年1月15日，主唱，键盘手及吉他和声。
- Noel Anthony Hogan，1971年12月25日生于爱尔兰Limerick，吉他手。他亦是Mike的哥哥。
- (Mike) Michael Gerard Hogan，1973年4月29日生于爱尔兰Limerick，低音吉他手。
- Fergal Patrick Lawler，1971年3月4日生于爱尔兰的Parteen（靠近Limerick），鼓手。

## 生涯

### 初期
来自Limerick的Noel和Mike两兄弟，连同鼓手Fergal在1989年最早组成了乐团的雏形，当时乐团的名称被定为The Cranberry Saw Us，主唱Niall Quinn是上述三人的朋友，他的唱法很玩闹，乐队走轻松的喜剧化音乐路线，比如有些歌被命名为“我外婆溺死在Lourdes的喷泉（My Grandma drowned in a fountain in Lourdes）”，“I was always all ways”，“Throw Me Down A Big Stairs”等。后来，Niall因为个人的原因离开了乐团，为了不影响乐团的发展，他推荐了他女友的一位朋友多丽丝（Dolores Mary Eileen O'Riordan Burton）。多丽丝成功的赢得了乐团主唱的位置，并开始为之后的著名单曲〈Linger〉写歌词。她高亢有力的嗓音及其独特的爱尔兰花腔可以说是乐队的招牌。
1992年，首支單曲〈Dreams〉登場，樂評佳評如潮但排行不買單；1993年推出〈Linger〉，再度叫好不叫座。直到1994年一場決定性的演出：小紅莓在美國 擔任麂皮合唱團Suede的暖場團體，全場觀眾反應熱烈，反而對Suede失去興趣。 小紅莓用獨立樂團期間培訓出的實力：現場演唱，不只征服美國樂迷，更影響了日後女歌手的表演方式，從王菲、范曉萱、到小天后蕾哈娜，都有著Dolores聲音表情強烈的影子。
他们偶然录制的小样在当地被一抢而空，随后录制的样带也受到了罕见的一致好评。经过几家著名唱片公司的一场竞标大战，The Cranberris最终与小島唱片签约。在首支单曲反映并不理想之后他们更换了经纪人。他们的第二支单曲〈Linger〉在美国成功地成为1993年热门歌曲，这也使得乐队在英国取得巨大成功。首张专辑《Everybody Else Is Doing It, So Why Can't We?》在英国、美国及之后全球热卖（自1993年发行至今，全球销量已超过700万张，在中国也有双白金销量），其中的单曲〈Dreams〉亦大热并登上美国告示牌，更曾被王菲翻唱为〈梦中人〉和〈掙脫〉。

### 90年代中期
在多丽丝即将离开乐队的传闻中，The Cranberries发行了《To the Faithful Departed》，专辑销量很好（也尚未超过上一张专辑）但评论并不佳。在接下来的几年中，乐队取消了一次大型的巡回演唱会，关于即将解散的传闻也四处传播。
1997年，多丽丝为丈夫Don生下了小宝宝Taylor。
1999年发行了回顾专辑《Bury the Hatchet》。
2001年The Cranberries发行《Wake Up and Smell the Coffee》，这张专辑在当年美国告示牌上排名46位。接下来的一年中他们推出了一张大合辑《Stars - The Best of 1992 - 2002》，同时发行的还有DVD及音乐录影带。

### 休息时期
然而在2004年，The Cranberries宣布他们暂停乐队事务以从事他们各自的事业。该年的早些时候，多丽丝为梅尔·吉布森导演的《耶稣受难记（The Passion of the Christ）》演唱了主题曲《Ave Maria》，她还和Malcolm McDowell一起为《罗斯托夫的野兽（Evilenko）》写了一首歌。多丽丝计划在2006年底的时候推出她的个人专辑。而Noel Hogan前往the Mono Band继续音乐事业。多丽丝在2006年出演了亚当·桑德勒（Adam Sandler）执导的电影《命運好好玩》，片中她扮演一位婚礼歌手，并演唱了《Linger》。
这些年来The Cranberries专辑全球销量超过3800万张，在世界各地拥有亿万歌迷。

### 重組时期
2009年8月多丽丝發行第二张个人专辑《No Baggage》后，便与前乐队成员宣布，Cranberries重组，年底将进行北美巡演，2010年春开始欧洲巡演。
2009年底，樂隊宣佈於2010年灌錄全新專輯。2010年3月12日，樂隊官方網頁宣佈樂隊即將於4月中進錄音室灌錄新碟。

## 作品目录

### 专辑

#### 专辑
- 《别人都这样，为什么我们不行（Everybody Else Is Doing It, So Why Can't We?）》（1993年4月）英国销量排名第一位，美国排名18位。全球共销售760万张。
- 《无需再争论（No Need to Argue）》（1994年9月）英国销量排名第二位，美国排名第6位。全球共销售1670万张。
- 《给忠诚的过去（To the Faithful Departed）》（1996年4月）英国销量排名第二位，美国排名第4位。全球销量620万张。
- 《重归于好（Bury the Hatchet）》（1999年4月）英国销量排名第7位，美国排名第13位。全球销量330万张。专辑封面由曾为Pink Floyd乐队设计经典专辑《月之暗面》的著名设计师Storm Thorgeson设计，极其另类。
- 《Wake Up and Smell the Coffe》（2001年10月）英国销量排名第61位，美国排名第46位。全球销量130万张。

各种合集/限量版共售出约180万张。
- 《玫瑰（Roses）》（2012年2月27日）
- 《In the End》（2019年4月26日）

#### 精选集
- 《Something Else》（2017年），收錄"Zombie"、"Linger"等多首經典歌曲的Acoustic Version，封面設計復刻《No Need to Argue》的封面，團員們重現《No Need to Argue》的封面中，坐在一張沙發同一個位置上。
- 《Bury the Hatchet - The Complete Sessions》（2000年），包含26首歌。
- 《Stars - The Best of 1992 - 2002》（2002年9月17日）英国销量排名第20位。
- 《Treasure Box - The Complete Sessions 1992-1999》，之前发行的所有4张专辑被重新整理一并出版。
- 《Gold》，2008年精選大碟萃取了小紅莓合唱團創團15年來的精華，包括控訴愛爾蘭共和軍暴行的憤怒之歌"Zombie"；蟬聯全美現代搖滾榜4週冠軍的反毒之歌"Salvation"；向愛爾蘭家鄉父老致敬的感人小品"Ode To My Family"；道盡承受盛名之累的"Free To Decide"；粉碎90年代後期解散謠言的搖滾勁歌"Promises"；還有華人 歌后王菲改唱成電影「重慶森林」主題曲"夢中人"，湯姆克魯斯電影「不可能的任務」片 尾曲的"Dreams"；亞當山德勒電影「命運好好玩」男女主角定情曲"Linger "；熱門影集「聖女魔咒」中客串演唱的愜意小品"Just My Imagination"；2000年後期，撫慰經歷911事件的紐約人民的佳作"New New York"；單曲營收捐贈「車諾比核能災變受難兒童計劃」的環保之歌"Time Is Ticking Out。

#### 现场版
- 《In Concert at the BBC》（1994年）英国限量版。
- 《In Concert: New Rock#94-44, disc 2 of 2》（1994年）
- 《Doors And Windows》（1995年）多媒体光盘。

### 单曲
| 年份       | 曲名                  | 收录专辑                                     |
| ---------- | --------------------- | -------------------------------------------- |
| 1990年     | "Nothing Left At All" | Nothing Left At All EP                       |
| 1991年     | "Uncertain"           | Uncertain EP                                 |
| 1992年9月  | "Dreams"              | Everybody Else Is Doing It, So Why Can't We? |
| 1993年2月  | "Linger"              | Everybody Else Is Doing It, So Why Can't We? |
| 1994年1月  | "Linger" (Re-Issue)   | Everybody Else Is Doing It, So Why Can't We? |
| 1994年4月  | "Dreams" (Re-Issue)   | Everybody Else Is Doing It, So Why Can't We? |
| 1994年9月  | "Zombie"              | No Need To Argue                             |
| 1994年11月 | "Ode To My Family"    | No Need To Argue                             |
| 1995年2月  | "I Can’t Be With You" | No Need To Argue                             |
| 1995年7月  | "Ridiculous Thoughts" | No Need To Argue                             |
| 1996年4月  | "Salvation"           | To the Faithful Departed                     |
| 1996年7月  | "Free To Decide"      | To the Faithful Departed                     |
| 1996年10月 | "When You’re Gone"    | To the Faithful Departed                     |
| 1997年     | "Hollywood"           | To the Faithful Departed                     |
| 1999年3月  | "Promises"            | Bury The Hatchet                             |
| 1999年6月  | "Animal Instinct"     | Bury The Hatchet                             |
| 1999年8月  | "Just My Imagination" | Bury The Hatchet                             |
| 2000年3月  | "You And Me"          | Bury The Hatchet                             |
| 2001年9月  | "Analyse"             | Wake Up and Smell the Coffee                 |
| 2002年1月  | "Time Is Ticking Out" | Wake Up and Smell the Coffee                 |
| 2002年3月  | "This Is The Day"     | Wake Up and Smell the Coffee                 |
| 2002年10月 | "Stars"               | Stars - The Best of 1992 - 2002              |

### DVD或录影带
- 《Beneath The Skin - Live In Paris》
- 《Beneath The Skin - Live In Paris - 2》
- 《Stars - The Best of 1992 - 2002》（2002年）
- 《20th Century Masters Collection: The Cranberries》
- 《Live - Live in Astoria》（VHS）
- 《Live - Live In Astoria》（DVD）